# تحرير بلجيكا
قالب:The Belgian Campaign
اكتمل تحرير بلجيكا من الاحتلال الألماني في 4 فبراير 1945 عندما أفادت الأنباء أن البلاد بأكملها كانت خالية من القوات الألمانية.  بدأت العملية عندما دخلت قوات الحلفاء في 2 سبتمبر 1944. جاء التحرير بعد أربع سنوات من الحكم الألماني. أعيدت الحكومة البلجيكية إلى السلطة في 8 سبتمبر 1944، بعد أن استولت قوات الحلفاء على بروكسل قبل أربعة أيام.

## بدء العملية
بدأ الغزو بدخول الفرقة الكندية الثانية إلى بلجيكا في 2 سبتمبر. 
في مساء يوم 2 سبتمبر، أطلع برايان هوروكس ضباط من فرقة الحرس المدرعة في دواي على أن هدفهم لليوم التالي سيكون بروكسل، على بعد 110 كم شرقًا. أستقبل الإعلان ب«دهشة سعيدة». تكبدت الشعبة خسائر أثناء رحلتهم إلى بلجيكا، لكن مع استمرار الفوضى في صفوف الألمان بعد هزيمتهم في فاليز، سارسلاح الفرسان  على الجناح الايسر للبريطانيين وحرس غرينادي على الجناح الأيمن مع الحرس الويلزي والأيرلندي يلحقون بهم. 
لم يكن من المتوقع أن يتم تحرير مواطني العاصمة البلجيكية في وقت قريب واستقبلت الحشود الضخمة المحررين وابطات تقدمهم. 
أنضم الحرس الويلزي إلى المعركة في 4 سبتمبر بأقل مقاومة. استولى الجيش البريطاني الثاني على أنتويرب، المدينة الساحلية على نهر شيلدت في شمال بلجيكا، بالقرب من هولندا في 4 سبتمبر. في الأيام والأسابيع التالية، أودت معركة شيلدت بحياة العديد من الأشخاص، حيث تعذر تشغيل ميناء أنتويرب بفعالية دون السيطرة على مصب نهر شيلدت. أنتويرب هو أول ميناء يتم الاستيلاء عليه من قبل الحلفاء في حالة شبه مثالية، مما يجعله ذا قيمة كبيرة، خاصة مع مرافق المياه العميقة. في 6 سبتمبر، عبرت الفرقة الكندية المدرعة الرابعة الحدود مع بلجيكا واستولت على مناطق حول يبر وباسيندالي.

## قناة غنت
بين 9 و11 سبتمبر، حاولت الفرقة المدرعة البولندية الأولى السيطرة على قناة غنت، مما أدى إلى خسائر فادحة للبولنديين، بعد أن واجهت مقاومة شرسة في التضاريس الصعبة. على امتداد النهر، على بعد 3.1 ميل (5.0 كـم) جنوب بروج، شنت الفرقة الرابعة المدرعة الكندية هجومًا في 8 سبتمبر واخترقت بعد يومين، بعد تعرضها لنيران مدافع الهاون الثقيلة.[بحاجة لمصدر]

## آردن
استولى جيش الولايات المتحدة الأول، بقيادة الجنرال كورتني هودجز، على مناطق جنوب بروكسل في أوائل سبتمبر 1944. انتشرت الوحدات الأمريكية بحدة من جنوب لييج، عبر آردن وحتى لوكسمبورغ، تاركة خطها الدفاعي معزّزًا بشكل خفيف. بين أيلول / سبتمبر و 16 ديسمبر، كانت غابة آردن هي «القطاع الهادئ»، حيث استخدم الأمريكيون هذه المنطقة لاراحة الوحدات المتعبة.     

قام أدولف هتلر بشن الهجوم الألماني الأخيرعلى الجبهة الغربية في 16 ديسمبر، المعروفة باسم معركة الثغرة. كان يعتزم الدفع عبر غابة آردن من خلال فرقة بانزر السادسة التي سوف تتقدم وتسيطر على مدينة أنتويرب الساحلية. كان جيش بانزر الخامس، بقيادة الجنرال الألماني هاسو فون مانفوفيل،  هاجمت القوات الأمريكية المنطقة، وكان الجيش الألماني السابع يهاجم الجنوب لقطع الامدادات عن المنطقة وإنشاء منطقة عازلة.     

في صباح يوم 16 ديسمبر، قصفت المدفعية الألمانية الحلفاء لمدة ساعتين. عندما هاجمت القوات الألمانية، كان الجو ضبابيًا، ولم يتمكن الحلفاء من استخدام تفوقهم الجوي في إعادة تزويد الوحدات الأرضية. في 18 ديسمبر، بعد التقدم 60 ميل (97 كـم) في يومين،  وصل الألمان إلى نقطة الجمود. بحلول 22، كان الجو قد استقر، مما سمح بوصول لإمدادات الحلفاء. تلا ذلك قتال شرس أنتهى في منتصف يناير عندما بدأت وحدات الدبابات الألمانية تنفد من الوقود.
انتهت المعركة بتراجع الألمان. شارك 600 ألف جندي أمريكي في المعركة، مما جعلها أكبر معركة برية خاضها الجيش الأمريكي على الإطلاق. 81000 جندي أمريكي قتلوا أو جرحوا. تتراوح تقديرات الخسائر الألمانية بين 67675 و125000 من القتلى والجرحى والمفقودين. 

## روابط خارجية
- الدخول إلى بروكسل، نشرة أخبار على قناة يوتيوب باث البريطانية
- أنتويرب (1944)، نشرة إخبارية على قناة يوتيوب باث البريطانية